# Heinrich Hüschen
Heinrich Hüschen (geboren 2. März 1915 in Moers; gestorben 20. Juli 1993 in Bad Oeynhausen) war ein deutscher Musikwissenschaftler.  

## Leben
Heinrich Hüschen besuchte das humanistische Gymnasium in Moers. In der Zeit von 1937 bis 1943 studierte er an der Musikhochschule Köln und an der Universität zu Köln Schulmusik und schloss dieses Studium 1941 mit dem 1. Staatsexamen für das Höhere Lehramt ab. Das anschließende Studium der Musikwissenschaft mit den Nebenfächern Philosophie und Geschichte schloss er 1943, ebenfalls am Musikwissenschaftlichen Institut der Kölner Universität, mit einer Promotion über das Thema Der Musiktraktat des Bernhard Bogentantz ab. Seine musikwissenschaftlichen Lehrer waren Karl Gustav Fellerer, Ernst Bücken, Gotthold Frotscher und Arnold Schering.
Ab 1943 wurde Hüschen zum Kriegsdienst eingezogen und geriet in Kriegsgefangenschaft, aus der er 1948 zurückkehrte. Er erhielt eine Assistentenstelle am Musikwissenschaftlichen Institut in Köln und habilitierte sich dort 1955 mit einer Untersuchung zu den Textkonkordanzen im Musikschrifttum des Mittelalters. 1961 wurde er am selben Institut zum Professor ernannt. 1964 wurde er auf einen Lehrstuhl an die Universität Marburg berufen, den er bis 1970 innehatte. 1970 ging er dann an das Kölner Universität zurück und übernahm den Lehrstuhl für Historische Musikwissenschaft und die Institutsleitung des Kölner Musikwissenschaftlichen Instituts bis zu seiner Emeritierung 1983.

## Wirken
Hüschen war vorrangig als Herausgeber von Standardwerken und Reihen der Musikwissenschaft und als Autor von Lexikonartikeln tätig. So gab er in seiner Marburger Zeit die Marburger Beiträge zur Musikforschung und die Studien zur hessischen Musikgeschichte im Bärenreiter-Verlag heraus und war von 1971 bis 1983 Herausgeber der Reihe Kölner Beiträge zur Musikforschung, in der herausragende Forschungsbeiträge des Kölner Instituts im Gustav Bosse Verlag erschienen (fortgesetzt als Kölner Beiträge zur Musikwissenschaft). Von 1962 bis 1980 gehörte er dem Redaktionskomitee der Acta musicologica an. Seine eigenen Forschungsschwerpunkte waren die Musiktheorie und Musikanschauung des Mittelalters und der Renaissance. Er schrieb über einhundert Personen- und Sachartikel für das Lexikon Musik in Geschichte und Gegenwart.

## Schriften
- Die Motette. Das Musikwerk 47, 1974
- Heinrich Hüschen (Hrsg.): Musicae scientiae collectanea: Festschrift Karl Gustav Fellerer zum 70. Geburtstag, Köln 1973.
- Heinrich Hüschen (Hrsg.): Festschrift Karl Gustav Fellerer zum 60. Geburtstag. Bosse Verlag, Regensburg 1962.

- Das Cantuagium des Heinrich Eger von Kalkar: 1328 - 1408, hrsg. von Heinrich Hüschen, Beiträge zur Rheinischen Musikgeschichte. Stauffen-Verlag, Krefeld 1952